# منطقه اقتصادی (منهتن)
منطقه اقتصادی (به انگلیسی: Financial District) یک منطقهٔ مسکونی در ایالات متحده آمریکا است که در منهتن واقع شده‌است. منطقه اقتصادی ۶۰٬۹۷۶ نفر جمعیت دارد.

## موقعیت
این منطقه، که به نام منهتن جنوبی نیز شناخته می‌شود، محله‌ای است واقع در جنوب منهتن، که شهر نیویورک در سال ۱۶۲۴ از آنجا توسعه یافت. این بخش متشکل است از دفاتر و دفاتر مرکزی بسیاری از موسسات مالی بزرگ از جمله بازار بورس و بانک فدرال رزرو نیویورک که متصل است به وال استریت در حوزه مالی، شهر نیویورک یک کلان‌شهر است که مرکز مالی پیشرو جهان شناخته شده‌است، و بورس نیویورک، فهرست بورس اوراق بهادار با مجموع ارزش بازار در آن قرار دارد. چندین بازار عمده دیگر در منطقه مالی، از جمله بازار معاملات تجارتی نیویورک، نزدک، هیئت تجارت نیویورک، و بازار بورس آمریکا در آن وجود دارد. این محله تقریباً در همسایگی و هم‌مرز با نیو آمستردام است و در اواخر قرن ۱۷ (میلادی) بناشد. جمعیت منطقه مالی تا سال ۲۰۱۸ در حدود ۶۱٬۰۰۰ نفر برآورد شده‌است، این برآورد ۴۳٬۰۰۰ نفر تا سال ۲۰۱۴ بود و در سرشماری سال ۲۰۰۰ نزدیک به ۲۳٬۰۰۰ نفر بوده‌است.